# نيكي باين
نيكي باين (بالإنجليزية: Nicola Payne)‏ هي مجدفة نيوزيلندية، ولدت في 26 يوليو 1966 في هونغ كونغ في الصين.

## وصلات خارجية
- نيكي باين على موقع الاتحاد الدولي للتجديف (الإنجليزية)
- نيكي باين على موقع اللجنة الأولمبية الدولية (الإنجليزية)
- نيكي باين على موقع أوليمبيديا (الإنجليزية)
- نيكي باين على موقع اللجنة الأولمبية النيوزيلندية (الإنجليزية)